# Axl Makana

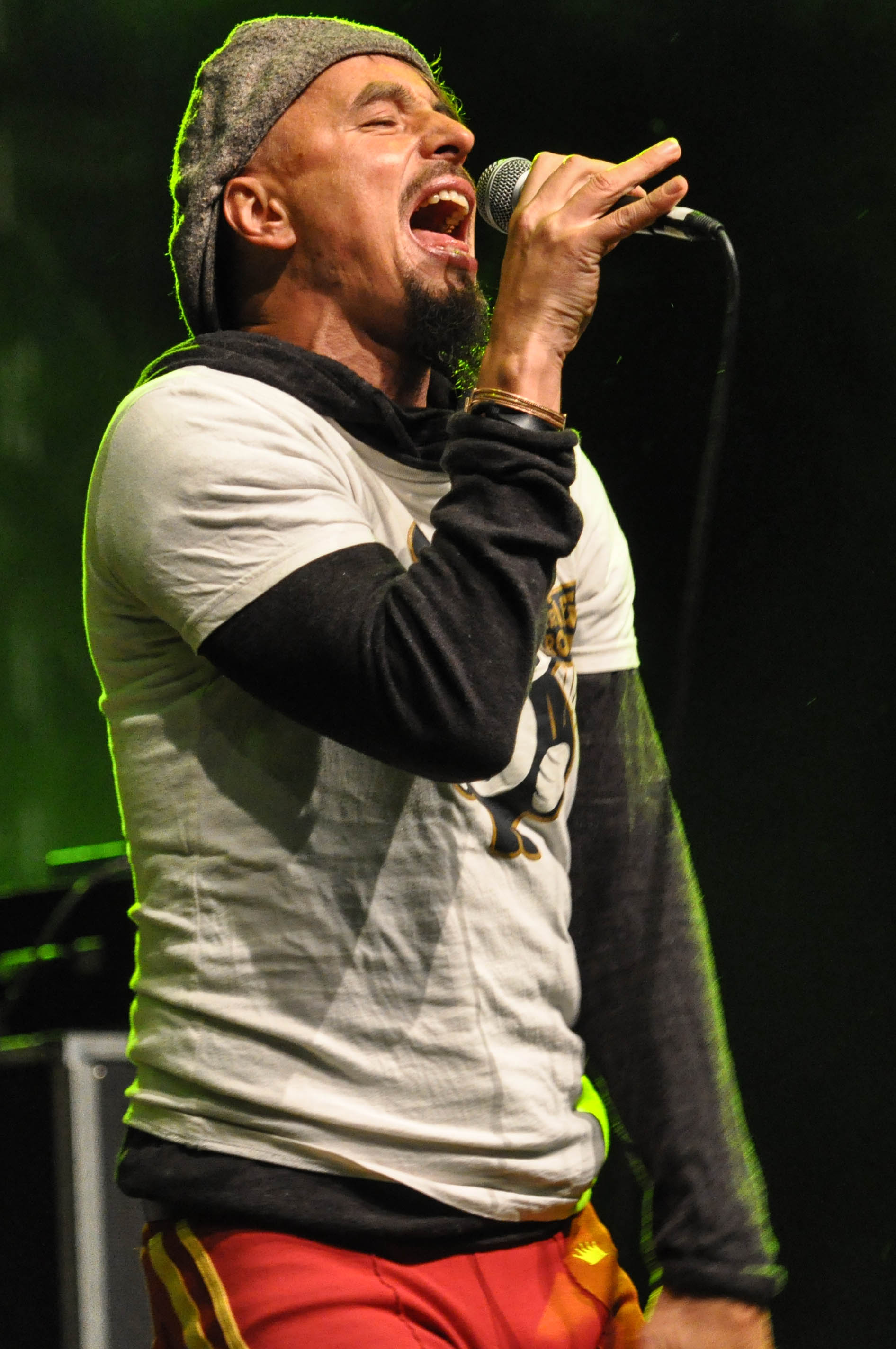
Axl Makana 2013

Axl Makana (bürgerlich: Axel Steinhagen, * in Wismar) ist ein in Berlin lebender Musiker, Sänger und Songschreiber.

## Leben
1991 zog Makana nach Berlin und begann dort ein Ethnologie-Studium. Dort gründete er mit anderen das Projekt Mutabor.
Ab Mitte der 1990er Jahre avancierte Mutabor zu einer Folkpunk-Band. 2006 wurde mit der EP Willkommen in der Schablone die Abschiedstour eingeleitet, die mit einem Konzert vor 2500 Personen im Berliner Club YAAM endete.
Im Februar 2006 traf Makana den Musikproduzenten Kraans de Lutin, der sich von den Liedern für das neue Soloalbum begeistert zeigte und seine Zusammenarbeit anbot. So gelangte „Welcome to makana“ auf den Riddim-Sampler der August/September-Ausgabe und sogleich auf die Tagesrotation von Berliner Radio Multikulti.
Im Sommer 2006 absolvierte Axl Makana eine Straßenkonzerttour durch Deutschland, die von seinen Fans mitorganisiert wurde, im September spielte er im Vorprogramm der Echo & Smoke-Tour von Martin Jondo. In Herbst und Winter 2006 machte Axl Makana eine „Aufwärmtour“ durch Clubs in Deutschland.
Im Dezember 2006 veröffentlichte er die EP Zum Glück gibt’s Schokolade.
2008 erschien das im Phlexton Studio Kreuzberg aufgenommene und von Kraans de Lutin produzierte Album Ich ist ein anderer.
2007–2008 war Axl Makana mit seiner neu formierten Band „Ohrkesta“ auf Tour, die sich zum Teil aus alten Mutabormitstreitern zusammensetzte.
- Pay Kohn – E-Bass, E-Kontrabass, Begleitgesang
- Ulf Jacobs – Schlagzeug, Percussion, Begleitgesang
- Daniel Hassbecker – Keyboard
- Lars Cölln – Gitarre, Akustische Gitarre

Das Programm umfasste neue Tracks sowie einige selten oder nie gespielte Mutabor-Songs.
2008 gründete Axl Makana das Projekt Viva Humanidad.
Die Ziele diese Hilfsprojektes sind die Verbesserung der Lern- und Lehrbedingungen in Äthiopien, die Förderung der interkulturellen Bildung in Deutschland und der Aufbau eines Netzwerks aus unterstützenden Künstlern.
Seit März 2009 tourte Axl Makana auch wieder mit seiner Band Mutabor, die sich im Dezember 2008 zur Rückkehr entschloss.
Am 1. Oktober 2010 erschien Das Blaue, ein neues Studioalbum mit seiner Band Mutabor. 2013 im Frühjahr folgte das Album „Her mit dem schönen Leben“ bei MakanaBeatRecords/Soulfood.

## Diskografie
- 2007: Zum Glück gibt’s Schokolade (EP)
- 2008: Ich ist ein anderer (Stock&Stein)
- 2015: Mein Optimistick (H’Art)

Mit Mutabor
- 1994: Homunculus (MC)
- 1997: Mutabor (Virgin)
- 2000: Das E1ne (MakanaBeatRecords)
- 2001: Ja Ja (MakanaBeatRecords)
- 2003: Live-Doppel-Album (Rabazco / EFA seit 2004 im Vertrieb von Soulfood)
- 2004: Individuum (Rabazco / Soulfood)
- 2005: Mutology – DVD (MakanaBeatRecords)
- 2006: Willkommen in der Schablone – EP (Rabazco / Soulfood)
- 2007: Amazegenalo – Live-DVD zum Abschlusskonzert am 7. Juli 2006 im YAAM/Berlin (MakanaBeatRecords)
- 2010: Das Blaue (Buschfunk)
- 2013: Her mit dem schönen Leben (Anthology-CD; MakanBeatRecords / Soulfood)